# Gyponana luisa
Gyponana luisa är en insektsart som beskrevs av Delong 1984. Gyponana luisa ingår i släktet Gyponana och familjen dvärgstritar. Inga underarter finns listade i Catalogue of Life.